# 六头怪星
六头怪星（155 Scylla）是由奥地利天文学家约翰·帕利扎于1875年11月8日发现的主带小行星。
該小行星以希腊神话中的女海妖斯库拉命名。